# Вела Лука
Вела Лука је насељено место и седиште општине на острву Корчули, Дубровачко-неретванска жупанија, Република Хрватска.

## Географија
Вела Лука је смештена на западу острва Корчуле. Налази се на дубоком заливу погодном за изградњу луке. Настала је као лука за потребе места Блато у унутрашњости острва, али се касније развила као самостално насеље. Трајектом је повезана са Сплитом и Ластовом. Изнад града се налази брдо Хум. У близини је острвце Ошјак са познатом парк-шумом, а нешто даље острвце Произд.

## Историја
До нове територијалне организације у Хрватској налазила се у саставу старе општине Корчула.

## Становништво
На попису становништва 2011. године, општина, одн. насељено место Вела Лука је имала 4.137 становника.

### Општина Вела Лука
| Број становника по пописима | Број становника по пописима | Број становника по пописима | Број становника по пописима | Број становника по пописима | Број становника по пописима | Број становника по пописима | Број становника по пописима | Број становника по пописима | Број становника по пописима | Број становника по пописима | Број становника по пописима | Број становника по пописима | Број становника по пописима | Број становника по пописима | Број становника по пописима |
| --------------------------- | --------------------------- | --------------------------- | --------------------------- | --------------------------- | --------------------------- | --------------------------- | --------------------------- | --------------------------- | --------------------------- | --------------------------- | --------------------------- | --------------------------- | --------------------------- | --------------------------- | --------------------------- |
| 1857.                       | 1869.                       | 1880.                       | 1890.                       | 1900.                       | 1910.                       | 1921.                       | 1931.                       | 1948.                       | 1953.                       | 1961.                       | 1971.                       | 1981.                       | 1991.                       | 2001.                       | 2011                        |
| 1.218                       | 0                           | 1.940                       | 2.632                       | 3.563                       | 4.334                       | 5.026                       | 4.038                       | 4.091                       | 4.310                       | 4.297                       | 4.193                       | 4.398                       | 4.464                       | 4.380                       | 4.137                       |

Напомена: Настала из старе општине Корчула. У 1869. део података садржан је у општини Блато, а у 1857. садржи део података општине Блато.

### Вела Лука (насељено место)
| Број становника по пописима | Број становника по пописима | Број становника по пописима | Број становника по пописима | Број становника по пописима | Број становника по пописима | Број становника по пописима | Број становника по пописима | Број становника по пописима | Број становника по пописима | Број становника по пописима | Број становника по пописима | Број становника по пописима | Број становника по пописима | Број становника по пописима | Број становника по пописима |
| --------------------------- | --------------------------- | --------------------------- | --------------------------- | --------------------------- | --------------------------- | --------------------------- | --------------------------- | --------------------------- | --------------------------- | --------------------------- | --------------------------- | --------------------------- | --------------------------- | --------------------------- | --------------------------- |
| 1857.                       | 1869.                       | 1880.                       | 1890.                       | 1900.                       | 1910.                       | 1921.                       | 1931.                       | 1948.                       | 1953.                       | 1961.                       | 1971.                       | 1981.                       | 1991.                       | 2001.                       | 2011                        |
| 1.218                       | 0                           | 1.940                       | 2.632                       | 3.563                       | 4.334                       | 5.026                       | 4.038                       | 4.091                       | 4.310                       | 4.297                       | 4.193                       | 4.398                       | 4.464                       | 4.380                       | 4.137                       |

Напомена: У 1857. садржи податке за насеље Потирна (општина Блато). У 1869. подаци су садржани у насељу Блато (општина Блато).

### Попис 1991.
На попису становништва 1991. године, насељено место Вела Лука је имало 4.464 становника, следећег националног састава:
| Попис 1991.‍   | Попис 1991.‍  | Попис 1991.‍ | Попис 1991.‍ | Попис 1991.‍ |
| ------------- | ------------ | ----------- | ----------- | ----------- |
|               |              |             |             |             |
| Хрвати        | Хрвати       |             | 4.215       | 94,42%      |
| Југословени   | Југословени  |             | 45          | 1,00%       |
| Срби          | Срби         |             | 25          | 0,56%       |
| Албанци       | Албанци      |             | 19          | 0,42%       |
| Турци         | Турци        |             | 14          | 0,31%       |
| Муслимани     | Муслимани    |             | 13          | 0,29%       |
| Црногорци     | Црногорци    |             | 7           | 0,15%       |
| Словенци      | Словенци     |             | 5           | 0,11%       |
| Чеси          | Чеси         |             | 4           | 0,08%       |
| Мађари        | Мађари       |             | 2           | 0,04%       |
| Пољаци        | Пољаци       |             | 2           | 0,04%       |
| Руси          | Руси         |             | 2           | 0,04%       |
| Македонци     | Македонци    |             | 1           | 0,02%       |
| Немци         | Немци        |             | 1           | 0,02%       |
| Украјинци     | Украјинци    |             | 1           | 0,02%       |
| остали        | остали       |             | 4           | 0,08%       |
| неопредељени  | неопредељени |             | 85          | 1,90%       |
| регион. опр.  | регион. опр. |             | 9           | 0,20%       |
| непознато     | непознато    |             | 10          | 0,22%       |
| укупно: 4.464 |              |             |             |             |

## Економија
Вела Лука је најразвијеније место на острвима у Хрватској, и то може да захвали томе што су се њени становници дуги низ година бавили бродоградњом, поморством, рибарством и пољопривредом. Низ чамаца и опреме за спасавање развијен је у Велој Луци. Лушке коћарице су и данас међу најлепшим на Јадрану. Усмереност према бродоградњи условљавала је и образовање у техничким струкама па лушких бродоградитеља и сродних струка има и на многим факултетима. Време транзиције је ове озбиљне, захтевне и креативне гране успорило у развоју и наметнуло туризам као нужно зло, али у последње време све више се враћа овим ранијим привредним гранама. Главна делатност је туризам. Значајна је транзитна улога Веле Лука (трајектна веза). Важне су и лучке делатности (за потребе читавог острва).

## Mетеоцунами
Највећи икада забележен метеоцунами догодио се у Велој Луци на острву Корчула у Хрватској, 21. јуна 1978. године и његова висина је износила 5,9 m.